# حانة راكبي الدراجة النارية

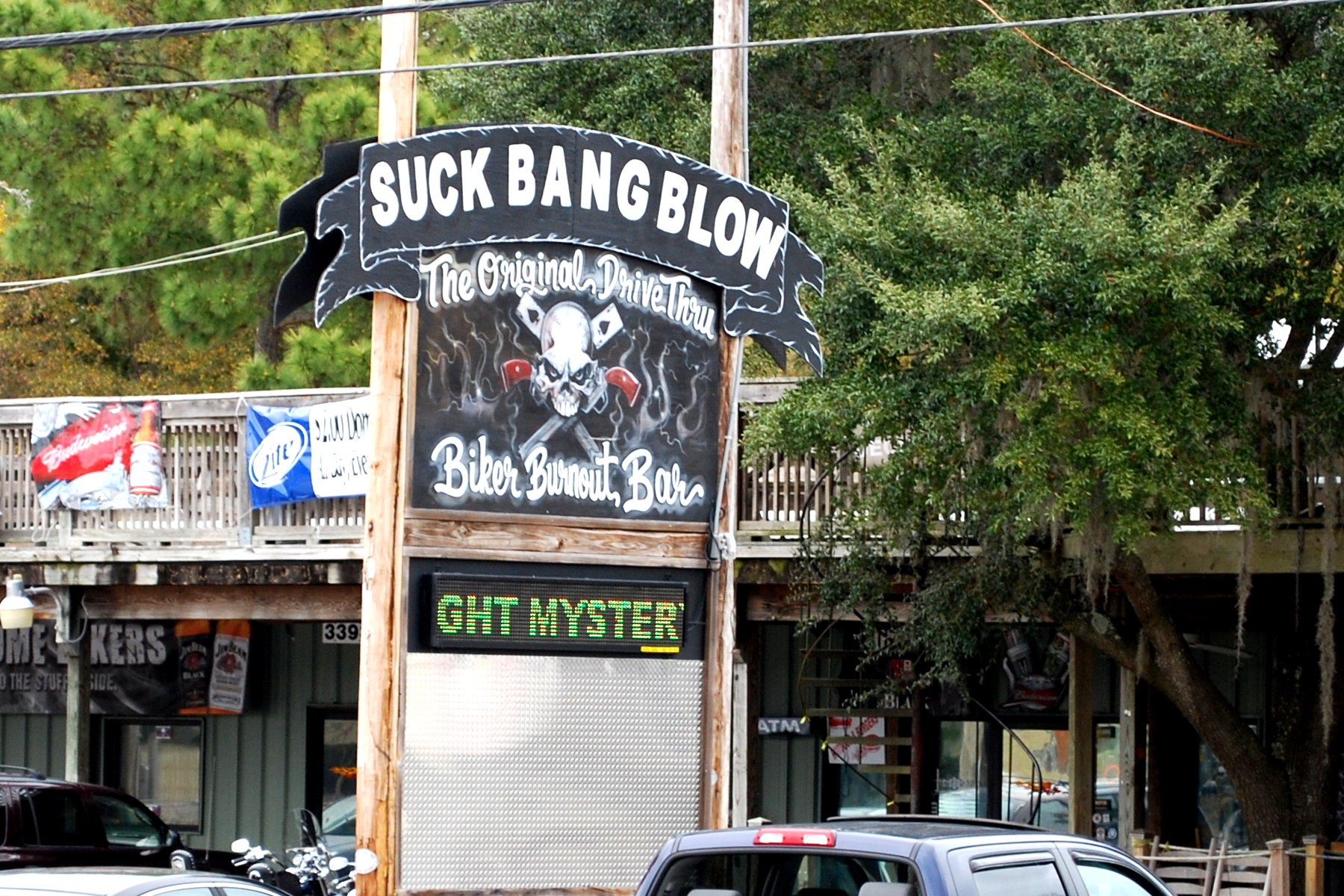
حانةالدراجات النارية في موريل في ساوث كارولينا"

هي حانة يرتادها راكبو الدراجات النارية حيث البعض  منها يمتلكها أو يديرها أشخاص ودودون تجاه راكبي الدراجات النارية وأيضا تروج بعض الحانات والمطاعم أنها «صديقة لسائقي الدراجات النارية» لجذب المزيد من السائقين وعشاق الدراجات النارية. حانات الدراجات النارية يرعاها أُناس من شتى ميادين الحياة بما في ذلك سائقي الدراجات النارية وغير سائقي الدراجات النارية  ومتابعي نادي الدراجات النارية وايضا نوادي الدراجات النارية الخارجة عن
القانون.

## التنشئة الاجتماعية لراكبي الدراجات
تتيح حانات الدراجات النارية مكانا للناس للتجمع والتنشئة الاجتماعية والتواصل والأكل والشرب والاحتفال. وفي بعض الأحيان قد يكون هناك العديد من الدراجات النارية المتوقفة أمام  هذه الحانات  ومنها مثلا أثناء سباق الدراجات النارية ويتيح ذلك فرصة لسائقي الدراجات النارية للتواصل الاجتماعي وأيضا مقارنة دراجاتهم النارية  والخصائص والتعديلات الميكانيكية  وبما في ذلك مناقشة الجوانب المتعلقة بالدراجات النارية وكيفية قيادتها.
والعديد من حانات راكبي الدراجات لديها قواعد حول ما إذا كانت تسمح للرواد هذا المكان بارتداء الألوان وهنالك أيضا العديد من هذه الحانات لا تسمح بارتداء الألوان حيث تستخدم  هذه الألوان لتعريف عن انتماء الشخص لأي نادي أو أيضا التحالف مع نادي على حساب الآخر.
وحيث أصبحت قواعد نادي «لا للألوان» أكثر شعبية على مر السنين كوسيلة للحد من التوتر بين أعضاء النادي المنافسين والقضايا الأمنية المحتملة.

## نوادي الدراجات النارية
تخصص نوادي الدراجات النارية أحد أعضاء النادي بالبقاء خارج الحانة لحراسة الدراجات من التخريب أو السرقة  بينما تتواجد بقية المجموعة في الداخل. وقد عُرف عن أعضاء نوادي الدراجات النارية الخارجة عن القانون أنهم يقومون برعاية  هذه الحانات. وحيث أن بعض نوادي الدراجات النارية بما في ذلك نوادي الدراجات النارية الخارجة عن القانون اتخذت هذه الحانات باعتبارها حانات النادي الخاصة بهم والتي يرتادها أعضاء النادي بانتظام  ويمكن أن يتيح ذلك فرصا لنوادي الدراجات النارية لتلبية التوقعات المحتملة أو المجندين لنواديها. ويمكن  لهذه النوادي أن تتحيز على المنطقة المحيطة بالحانة حيث تكون مخصصة لأعضائها وأيضا اؤلئك الذين يختارو أن يختلطوا بهم اجتماعيا وعلى سبيل المثال سائقي الدراجات الآخرين والنساء العازبات والأصدقاء.  ويمكن الاستفادة من هذه النقطة لمراقبة الأنشطة داخل الحانة وأيضا لرصد أي تهديدات محتملة.
كما توفر هذه الحانات مجالا للأعضاء للاجتماع ومناقشة المسائل المتعلقة بالنادي وأيضا بوصفها وسيلة لتوحيد المجموعة من خلال التنشئة الاجتماعية والصداقات الحميمة. وفي بعض الأحيان تُتخذ ترتيبات اللازمة بين نوادي الدراجات النارية ومديري الحانات أو مالكيها فيما يتعلق باستخدام الحانة بما في ذلك الحضور المنتظم لأعضاء النادي.
كما قام أعضاء نادي الدراجات النارية بخدمات الحراسة للحانات في بعض الأحيان ويمكن أن يحدث ذلك لعدة أسباب منها حماية أعضائها أو منع نشوب الصراعات أو تصعيدها. ويعمل أعضاء النادي في وئام مع موظفي الحراسة في الحانات وكما في بعض الأحيان يحصل أعضاء النادي على أجور كموظفين بدوام جزئي.
وبالإضافة إلى ذلك يتلقى أعضاء النادي في بعض الأحيان معاملة خاصة من قبل موظفي الحانة  مثل عدم الاضطرار الانتظار في طوابير للدخول إلى الحانة المزدحمة بينما ينتظر الأعضاء غير المنتمين للنادي في الطابور خارج الحانة.

## بعض  حانات راكبي الدرجات النارية
متجر الروك هو مطعم يقع في كورنيل، كاليفورنيا، ماليبو كانيون.
حانة سكوير كياف وتقع خارج شيربون في إلمت وعلى مسافة قصيرة من ليدز في المملكة المتحدة.
كوك كورنر هي حانة ومطعم تقع في مقاطعة أورانج، كاليفورنيا.
ديناصور بار-بي-كيو هي حانة وسلسلة مطاعم في نيويورك ونيوجيرسي.
يقع فول ثروتل سالون في ستورجيس في داكوتا الجنوبية وقد وصف بأنه أكبر حانة لراكبي الدراجات النارية في العالم.   حيث أن المسلسل التلفزيوني الواقعي «فول ثروتل سالون» يروي العمليات اليومية للمؤسسة.
هاكس أند هيفيرس كانت حانة تقع في مدينة نيويورك افتتحت في عام 1992 وأغلقت في أغسطس عام 2015.